# Grigore Moisil
Grigore Moisil  (teljes nevén: Grigore Constantin Moisil vagy Grigore C. Moisil) (Tulcea, 1906. január 10. − Ottawa, Kanada 1973. május 21.) román matematikus, a román informatika atyja.

## Életpályája
Híres értelmiségi családból származott. Dédapja naszódi görög-katolikus lelkész, püspöki vikárius, az első naszódi román iskola egyik megalapítója. Apja történelemtanár, régész, numizmatikus, anyja tanár, iskolaigazgató.
Bukarestben és Vasluiban járt iskolába. Egyetemi tanulmányait 1924-ben kezdte a bukaresti műszaki egyetemen, de a matematika iránti vonzalma miatt már a matematika kart végezte el. Doktori dolgozatának címe: Mecanica analitică a sistemelor continue (Folytonos rendszerek analitikai mechanikája), amelyet ugyancsak 1929-ben a francia Gauthier-Villars kiadó megjelentetett könyv alakban is. 1930-tól Párizsban tanult. 1931-ben kinevezték tanárnak a jászvásári egyetemre. Egy évig Rómában tanult Rockefeller-ösztöndíjjal.
1932-től tíz évig tanított Jászvásáron, ahol ő tartotta az első modern algebrai előadásokat A bizonyítás logikája és elmélete címmel. Ezzel párhuzamosan több dolgozatot közölt a lengyel Łukasiewicz logikájáról. 1941-től a bukaresti egyetemen tanított.
Nagy támogatója  volt az első román számítógépek megvalósításának. A román informatika úttörője és az első informatikai szakemberképzés elindítója. Halála után két évtizeddel, 1996-ban megkapta az amerikai IEEE informatikai társaság Computer Pioneer Award díját.
Egész életét a matematikának szentelte, rendkívüli tehetséggel és humorérzékkel megáldott tanár és kutató volt.
Tagja volt a Román Akadémiának (levelező 1935, rendes 1941), a Bolognai Akadémiának, a nemzetközi filozófia társaságnak.
1946-ban Románia ankarai nagykövete. 1964-ben állami díjat kapott tudományos munkásságáért.

## Munkássága
Tudományos dolgozatai tematikája: mechanika, matematikai analízis, geometria, matematikai logika. Jelentős eredményei vannak a véges
automaták elméletében, az automata szerkezetek elméletében.

### Könyvei
- 1929: La mecanique analytique des systemes continus
- 1942: Logique modale
- 1954: Introducere în algebră
- 1959: Teoria algebrică a mecanismelor automate
- 1960: Funcționarea în mai mulți timpi a schemelor cu relee ideale
- 1961-1962: Circuite cu tranzistori
- 1965: Încercări vechi și noi în logica neclasică
- 1968: Elemente de logică matematică și teoria mulțimilor.

### Román nyelvű előadása hangszalagon
- Elogiul matematicii

### Humora
Közismert volt kiváló humoráról. Amikor figyelmeztették, hogy bizonyos alkalmakkor sokat iszik, azt mondta: Egy embernek joga van meginni egy pohár bort? Amikor én megiszom egy pohár bort, más ember leszek. Ennek a másik embernek joga van meginni egy pohár bort?
Amikor tanszékek összevonásáról volt szó, azt javasolta, hogy: Vonjuk össze a geometria, a geológia és a geográfia tanszékeket, és válasszuk meg tanszékvezetőnek Geo Bogzát. (Geo Bogza, 1908−1993, ismert román író volt.)

### Könyvek Moisilról
- Viorica Moisil (1979), Un om ca oricare altul , Editura Albatros (1989-ben újra kiadták a Cartea Românească kiadónál)
- Viorica Moisil (2002), A fost odată... Grigore Moisil, Editura Curtea Veche, ISBN 973-8356-09-1

## Külső hivatkozások
- (románul) Grigore Moisil - Observatorul (Canada)
- (angolul) ICCCC 2006-Conferință internatională dedicată centenarului Moisil
- (angolul) International Journal of Computers, Communications & Control, Vol. I (2006), No.1, pp. 73-80 / Grigore C. Moisil: A Life Becoming a Myth, by Solomon Marcus
- (angolul) International Journal of Computers, Communications & Control, Vol. I (2006), No.1, pp. 81- 99/ Grigore C. Moisil (1906 - 1973) and his School in Algebraic Logic, by George Georgescu, Afrodita Iorgulescu, Sergiu Rudeanu
- (angolul) Jan Lukasiewicz Biography[halott link]
- (románul) MoisilBrasov.ro - Colegiul National de Informatica "Grigore Moisil" Brasov
- (románul) LTGM.ro - Liceul Teoretic "Grigore Moisil" Urziceni
- Alexandru RUȘI: Internet mon amour: Grigore Constantin Moisil, 3 martie 2011, Alexandru Ruși, Amos News

## Fordítás
- Ez a szócikk részben vagy egészben  a   Grigore C. Moisil című román Wikipédia-szócikk ezen változatának fordításán alapul.  Az eredeti cikk szerkesztőit annak laptörténete sorolja fel. Ez a jelzés csupán a megfogalmazás eredetét és a szerzői jogokat jelzi, nem szolgál a cikkben szereplő információk forrásmegjelöléseként.